# Szávay István (politikus)
Szávay István (Kiskunhalas, 1981. március 8. –) politikus, politológus, történelemtanár. A Jobbik Magyarországért Mozgalom alapító tagja, Nemzetpolitikai Kabinetjének elnöke, 2010-től 2018-ig a Jobbik országgyűlési képviselője, 2014-től 2016-ig a párt alelnöke. 2016-tól 2018-ig az Országgyűlés jegyzője. evangélikus vallású, nős.

## Tanulmányai
A kiskunhalasi Bibó István Gimnáziumban érettségizett 1999-ben, majd az ELTE Bölcsészettudományi Karán 2008-ban történelem szakos bölcsész, Társadalomtudományi Karán 2010-ben politológus, Pedagógiai és Pszichológiai Karán pedig 2012-ben történelemtanári diplomát szerzett.
Jelenleg a Nemzeti Közszolgálati Egyetem Közigazgatás-tudományi Kar közigazgatási mesterképzésének hallgatója.
Németül középfokon, angolul társalgási szinten beszél.

## Civil tevékenység
- 2005-2008 között az ELTE BTK Hallgatói Önkormányzat elnöke
- 2007-2008-ban a Hallgatói Önkormányzatok Országos Konferenciája határon túli magyar kapcsolatokért felelős elnökségi tagja
- 2008-2009-ben a Magyar Ifjúsági Konferencia Állandó Bizottságának magyarországi tagja.
- 2006-2009 között a Nemzeti Civil Alapprogram Közép-magyarországi Regionális Kollégiumának tagja
- 2009-2012 között az ELTE egyik kollégiumának vezetője
- 2009-ben a Duna Televíziót felügyelő Hungária Közalapítvány kuratóriumának tagja
- 2009 óta számos - főként fiatalokkal és a határon túli magyarsággal foglalkozó - civil szervezet munkájában vesz részt, és 2009 óta a Magyar-Naurui Baráti Társaság elnöke is, egyetemi évei alatt a Rákóczi Szövetség ELTE-s alapszervezetének vezetője volt

## Politikai pályafutása
1999-2003 között a Magyar Igazság és Élet Pártjának tagja, 2001-ben elnökségi tagja, majd elnökjelöltje a MIÉP Ifjúsági Tagozatnak.
Az akkor még egyetemi ifjúsági szervezetként működő Jobbikba 2000-ben lépett be, majd országos alelnöke lett. 2003-ban a párttá alakult Jobbik Magyarországért Mozgalom tizennégy alapítójának egyike. 2003-2005 között, majd 2009-2014 között a Jobbik soltvadkerti szervezetének elnöke. Politikai tevékenységét hallgatói vezetőként, 2006-tól 2009-ig szüneteltette. A Jobbik Nemzetpolitikai Kabinet elnökeként a párt külhoni magyarokkal, magyarországi nemzetiségekkel és a civil szférával kapcsolatos politikájának felelőse, emellett felsőoktatási és ifjúságpolitikai kérdésekkel is foglalkozik még. 2014 júniusában a Jobbik országos alelnökévé választották, a pozíciót 2016 májusáig töltötte be.
2006-2010 között Soltvadkert Város Önkormányzata Művelődési, Oktatási és Sportbizottságának tagja. 2010-ben lakóhelyén, Bács-Kiskun megye 6. választókerületében volt képviselőjelölt, de végül a Jobbik országos listájáról szerzett mandátumot. 2010 és 2012 között az Országgyűlés Külügyi és határon túli magyarok bizottságának volt tagja, 2012 óta a frissen megalakult Nemzeti összetartozás bizottságának munkájában vesz részt. 2014 májusától 2015 márciusáig tagja volt az Igazságügyi bizottságnak is. 2016 szeptemberétől 2018-ig az Országgyűlés jegyzője.
A Jobbik képviseletében tagja a Magyar Állandó Értekezletnek, a Kárpát-medencei Magyar Képviselők Fórumának és Magyar Nemzeti Kisebbségek Európai Érdekképviseletéért Alapítvány kuratóriumának.
2020. február 25-én Szávay István bejelentette, hogy kilép a Jobbikból.

## Személye körüli viták
- Szávay István politikai pályájára árnyékot vetnek a korábbi HÖK-vezetőként róla készült, szexuális segédeszközt is felvonultató, Szávayt több ízben meglehetősen illuminált állapotban ábrázoló, 2010-ben nyilvánosságra került fotók,[2] illetve a 2013 elején közzétett ELTE BTK HÖK-lista, amelyben egyesek szerint az ELTE BTK HÖK zömmel Jobbik-szimpatizáns vezetői a 2000-es évek végén vélt vallási, politikai és szexuális szempontok alapján osztályozták az elsőéves hallgatókat. A lista erősen szexista „Pistának jó lesz!” bejegyzése hamar az internetes folklór részévé vált.[3]
- 2018. november 28-án a Hír TV birtokába került hangfelvétel szerint arról beszél, hogy egy szórakozóhelyen leütött egy zsidó nőt, aki beszólt neki. A felvételen antiszemita kijelentéseket is tesz: „Én meg leütöttem, hogy büdös zsidó! Pakk!”, „Egy igazi ilyen kampós orrú rohadék volt.”[4] Szávay a hangfelvétel nyilvánosságra kerülését követően elismerte, hogy minősíthetetlen stílusban beszélt, ezért lemondott a Jobbik frakcióvezető-helyettesi, valamint az Országgyűlés jegyzői tisztségéről, de elmondása szerint nem ütött meg senkit, kijelentése csak meggondolatlan és otromba vicc volt.[5] December 3-án végül bejelentette, hogy lemond parlamenti mandátumáról is.[6]